# Parodia scopa
Parodia scopa ist eine Pflanzenart aus der Gattung Parodia in der Familie der Kakteengewächse (Cactaceae). Das Artepitheton scopa stammt aus dem Lateinischen, bedeutet ‚dünner Zweig‘ und verweist auf die Bedornung der Art.

## Beschreibung
Parodia scopa wächst einzeln oder bildet Gruppen. Die dunkelgrünen kugelförmigen bis zylindrischen Triebe erreichen Wuchshöhen von 5 bis 50 Zentimeter und Durchmesser von 6 bis 10 Zentimeter. Die Triebe sind vollständig von der dichten Bedornung verdeckt. Der Triebscheitel ist niedergedrückt. Die 18 bis 40 niedrigen Rippen sind fein gehöckert. Die auf ihnen befindlichen Areolen sind weiß bewollt. Die zwei bis zwölf kräftigen, nadelige Mitteldornen sind braun bis rot gefärbt oder weiß. Sie weisen Längen von 0,6 bis 1,2 Zentimeter auf. Die 15 bis 40 (oder mehr) borstenartigen, glasig weißen oder gelblichen Randdornen sind 0,5 bis 0,7 Zentimeter lang.
Die leuchten gelben Blüten erscheinen häufig zu mehreren im Triebscheitel. Sie erreichen Längen von 2 bis 4 Zentimeter und Durchmesser von 3,5 bis 4,5 Zentimeter. Ihr Perikarpell ist mit Wolle und Borsten besetzt. Die Narben sind dunkelrot. Die kugelförmigen Früchte weisen Durchmesser von bis 0,7 Zentimeter auf und reißen auf. Die Früchte enthalten zahlreiche trübschwarze Samen, die gehöckert sind.

## Verbreitung, Systematik und Gefährdung
Parodia scopa ist im brasilianischen Bundesstaat Rio Grande do Sul sowie in Paraguay und Uruguay verbreitet.
Die Erstbeschreibung als Cactus scopa durch Kurt Sprengel wurde 1825 veröffentlicht. Nigel Paul Taylor stellte die Art 1987 in die Gattung Parodia. Weitere nomenklatorische Synonyme sind Echinocactus scopa (Spreng.) Link & Otto (1828), Malacocarpus scopa (Spreng.) Britton & Rose (1922, unkorrekter Name ICBN-Artikel 11.4), Cereus scopa (Spreng.) DC. (1831) und Peronocactus scopa (Spreng.) Doweld (1999, unkorrekter Name ICBN-Artikel 11.4).
Die Unterarten Parodia scopa subsp. marchesii (W.R.Abraham) Hofacker und Parodia scopa subsp. succinea (F.Ritter) Hofacker & P.J.Braun werden nicht mehr anerkannt. Parodia scopa subsp. neobuenekeri (F.Ritter) Hofacker & P.J.Braun wird als eigenständige Art Parodia neobuenekeri (F.Ritter) Anceschi & Magli geführt.
In der Roten Liste gefährdeter Arten der IUCN wird die Art als „Vulnerable (VU)“, d. h. als gefährdet geführt.

## Nachweise